# بيركهولدرية حمضية الموطن
بيركهولدرية حمضية الموطن (الاسم العلمي: Burkholderia oxyphila) هي نوع من البكتيريا، سلبية الغرام، تتبع جنس البيركهولدرية.